# Grézieu-la-Varenne

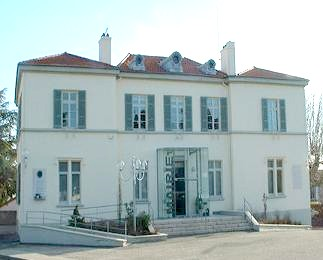
Ratusz w Grézieu-la-Varenne, 2009

Grézieu-la-Varenne – miejscowość i gmina we Francji, w regionie Owernia-Rodan-Alpy, w departamencie Rodan.
Według danych na rok 1990 gminę zamieszkiwało 3256 osób, a gęstość zaludnienia wynosiła 437 osób/km² (wśród 2880 gmin regionu Rodan-Alpy Grézieu-la-Varenne plasuje się na 271. miejscu pod względem liczby ludności, natomiast pod względem powierzchni na miejscu 1324.).